# Aranyhíd Expressz
Az Aranyhíd expresszvonat egy Szeged és Fonyód között a nyári szezonban közlekedő „fürdős” vasúti járat.

## Történet
Az első Aranyhíd Expressz 2009. július 20-án indult Szeged és Fonyód között. 2014 és 2019 között a vonatok Keszthelyig közlekedtek hétvégente, majd a 2020-as menetrendtől már naponta közlekednek Fonyódig, 2021-től IC kocsit is továbbít, 2022-től már Balatonszentgyörgyig közlekednek a vonatok. 2023-tól 1. osztályú kocsit is továbbít. 2025-től ismét csak Fonyódig közlekedik.

## Útvonala
A vonat Szeged vasútállomásról indul Kecskemét, Cegléd, Kőbánya-Kispest, Kelenföld és Székesfehérvár érintésével közlekedik. A vonatot általában a MÁV V43 sorozatú, illetve MÁV 480 sorozatú Villamosmozdony húzza.

## Megállóhelyei
| 1. Fonyód              |
| 2. Balatonboglár       |
| 3. Balatonlelle        |
| 4. Balatonszemes       |
| 5. Balatonszárszó      |
| 6. Balatonföldvár      |
| 7. Zamárdi             |
| 8. Siófok              |
| 9. Szabadisóstó        |
| 10. Balatonaliga       |
| 11. Székesfehérvár     |
| 12. Budapest-Kelenföld |
| 13. Kőbánya-Kispest    |
| 14. Ferihegy           |
| 15. Cegléd             |
| 16. Nagykőrös          |
| 17. Kecskemét          |
| 18. Kiskunfélegyháza   |
| 19. Kistelek*          |
| 20. Szatymaz*          |
| 21. Szeged             |

A *-gal jelzett állomásokon csak Szeged felé áll meg.

## Vonatösszeállítás[8][9]
| Kocsiszám | Típus                        |
| --------- | ---------------------------- |
|           | START 431 villanymozdony     |
| 7         | START BDd (Kerékpárszállító) |
| 6         | START BDd (Kerékpárszállító) |
| 5         | START Bd                     |
| 4         | START Bd                     |
| 3         | START Bd                     |
| 2         | START Bpee                   |
| 2         | START Bpee                   |
| 1         | START Bpee                   |
| 1         | START Bpee                   |

| Kocsiszám | Típus                        |
| --------- | ---------------------------- |
|           | START 431 villanymozdony     |
| 1         | START Bpee                   |
| 1         | START Bpee                   |
| 2         | START Bpee                   |
| 2         | START Bpee                   |
| 3         | START Bd                     |
| 4         | START Bd                     |
| 5         | START Bd                     |
| 6         | START BDd (Kerékpárszállító) |
| 7         | START BDd (Kerékpárszállító) |